# Litoria tornieri
Espèce
Synonymes
- Pelodytes affinis Gray, 1842 nec Spix, 1824
- Hyla affinis (Gray, 1842)
- Hyla tornieri Nieden, 1923

Statut de conservation UICN

 LC  : Préoccupation mineure
Litoria tornieri est une espèce d'amphibiens de la famille des Pelodryadidae.

## Répartition
Cette espèce est endémique du Nord de l'Australie. Elle se rencontre à basse altitude de Kimberley en Australie-Occidentale à la Terre d'Arnhem dans le Territoire du Nord et jusqu'au Nord-Ouest du Queensland.

## Description
Les mâles mesurent de 27 à 34 mm et les femelles de 28 à 36 mm.

## Étymologie
Cette espèce est nommée en l'honneur de Gustav Tornier.

## Publications originales
- Gray, 1842 : Description of some hitherto unrecorded species of Australian reptiles and batrachians. Zoological Miscellany, vol. 2, p. 51-57 (texte intégral).
- Nieden, 1923 : Subordo Aglossa und Phaneroglossa. Anura 1. Das Tierreich, vol. 46, p. 1-584.